# Niklas Sommer
Niklas Wilson Sommer (sinh ngày 2 tháng 4 năm 1998) là một cầu thủ bóng đá người Đức thi đấu ở vị trí hậu vệ cho câu lạc bộ Waldhof Mannheim.